# Чотири кути (гра)
«Чотири кути» — дитяча гра, в яку часто грають у початкових школах Канади. Мета гри полягає в тому, щоб гравці вибирали кутки кімнати та не потрапляли до рук призначеного гравця, поки не залишаться останнім учасником.

## Ігровий процес
Для початку чотири кути (або загальні зони) кімнати позначаються цифрами від одного до чотирьох. Один гравець призначається «Це», або «лічильник». Цей гравець сідає посеред кімнати і заплющує очі, або виходить з кімнати і рахує до десяти. Решта гравців обирають один з кутів і тихо йдуть і стають у ньому. Коли гравець «Воно» закінчує рахувати, він називає одне з чисел. Всі гравці, які обрали цей кут або зону, виходять з гри і сідають на місце. Потім «Це» знову рахує, а гравці, що залишилися, переходять в інший кут, якщо тільки цей кут не вибув.
Перемагає остання людина, яка залишається в грі, і зазвичай стає новим «Цим».
Якщо «Це» називає кут, в якому немає гравців, слід або одразу назати інший номер, або гравці переходять у новий кут, відповідно до різних версій гри.

## Французька гра
Правила такі ж, як і в канадській грі, але п'ятий гравець називається «нічним горщиком». У «L'Enfant» французький письменник Жюль Валлес називає «це» просто «пот».

## Індійська гра
У деяких частинах Індії грають у гру, схожу на канадську, яка називається «Nalugu Stambalata» (гра з чотирма стовпами). У кожному куті квадрата стоїть стовп, до якого гравці намагаються доторкнутися.